# Aydın (nome)
Aydın  è un nome proprio di persona turco maschile.

## Varianti in altre lingue
- Bosniaco: Ajdin[1]

## Origine e diffusione
Significa "illuminato" in turco.

## Onomastico
Il nome è adespota, non essendo portato da alcun santo. L'onomastico si può festeggiare il 1º novembre, per Ognissanti.

## Persone
- Aydın Örs, cestista e allenatore di pallacanestro turco
- Aydın Yılmaz, calciatore turco
- Aydın Ələkbərov, calciatore azero

### Variante Ajdin
- Ajdin Mahmutović, calciatore bosniaco